# Argolamprotes
Argolamprotes is een geslacht van vlinders van de familie tastermotten (Gelechiidae).

## Soorten
- A. micella

Frambozenpalpmot (Denis & Schiffermüller, 1775)
- A. pudibundella (Zeller, 1873)